# Rheinschanze (Koblenz)
Die Rheinschanze war Teil der preußischen Festung Koblenz und gehörte zum System Feste Kaiser Franz. Die Schanze im heutigen Koblenzer Stadtteil Neuendorf wurde 1821 im Osten der Feste Kaiser Franz angelegt.
Nach der Auflassung 1890 wurde die Schanze eingeebnet und 1910 zum Bau eines Wagenhauses genutzt. Da die Bebauung aber nur einen geringen Teil des Geländes ausmachte, meldete die Stadt Koblenz 1929 Interesse an der Liegenschaft an. Ein Übernahmezeitpunkt oder der Beginn der Bautätigkeiten  sind nicht bekannt. Das Gelände ist heute überbaut, Reste der Festungsanlage sind nicht mehr vorhanden. Ein Straßenname erinnert an die ungefähre Lage der Schanze.